# Stanko Banić (1917. – 2004.)
Stanko Banić (Gračani, Zagreb, 1. travnja 1917. – Bjelovar, 4. lipnja 2004.) bio je hrvatski katolički svećenik, franjevac i pjesnik.
Išao je u školu u Zagrebu i Varaždinu, a na Katoličko - bogoslovnom fakultetu u Zagrebu diplomirao je bogosloviju 1942. Želio je učiti, znati što više kako bi stečena znanja prenosio na mlade te od 1942. do 1945. pohađa Filozofski fakultet u Zagrebu. Apsolvirao je pedagogiju, hrvatski jezik i književnost, filozofiju te ruski jezik. Komunistička vlast ništa mu nije priznala od toga. U mladim danima, bio je na odgovornom mjestu magistra klerika u Zagrebu, zatim vikar samostana i kapelan u Iloku, upravitelj Trećeg reda i vođa ministranata u Bjelovaru, a u Vukovaru od 1948. do 1954. obavlja službu gvardijana i župnika te istodobno predaje vjeronauk na osnovnoj školi i gimnaziji. Zbog protesta protiv zatvaranja, kardinala Alojzija Stepinca bio je na prisilnom radu u kaznenoj vojnoj brigadi u Rodoču povrh Mostara. Temperatura je iznosila 40° C. Godinu dana kasnije zabranjen je vjeronauk u školama. Stanko Banić odmah je organizirao vjeronauk u crkvi. Nakon nekoliko dana opet je pozvan na sud. Bez mogućnosti novčane kazne osuđen je na dva mjeseca zatvora. Od 1954. bio je magistar novaka u Cerniku kod Nove Gradiške sve do 1966., uz to i zborovođa polifonog pjevanja te magistar koralnog pjevanja.
Na provincijskom Kapitulu u Samoboru početkom srpnja 1972. izabran je za provincijala Hrvatske franjevačke provincije sv. Ćirila i Metoda, na šest godina. Bila mu je povjerena i dužnost voditelja gradnje crkve i samostana sv. Križa u Sigetu u Novom Zagrebu. Tu je imao puno problema s traženjem kredita, no uspio je uz pomoć inozemstva. Po završetku šestogodišnje službe provincijala, postaje vikarom provincije i župnikom u župi Presvetoga Trojstva u Karlovcu. Od 1980. na dužnosti je župnika novoosnovane župe sv. Antuna Padovanskoga u Bjelovaru. Od 1981. do 1990. vršio je službu župnika i službu predstojnika samostana. Poslije 1990. bio je kapelan, a kasnije je i u mirovini ostao u Bjelovaru. Župu je postavio na visoku razinu. Bjelovarski Caritas bio je najaktivniji u Hrvatskoj, odmah poslije zagrebačkoga. 
Umro je na prvi petak u lipnju 2004. u 88 godini. Veliku je pozornost za života posvećivao pobožnosti devet prvih petaka i pet prvih subota. Završio je život na zemlji, onako kako je molio Isusa. Do posljednjeg trenutka bio je na nogama i posebne njege nije trebao. Njegov sprovod bio je najveći u povijesti Bjelovara, samo je svećenika bilo oko 70. Pokopan je na groblju sv. Andrije u Bjelovaru.
Bio je jednostavan redovnik, skroman, čovjek finoće, takta i kulture, pristupačan svakome. Iznad svega rado je pomagao siromasima i ljudima s ruba. Bio je pun vjere u Boga i s tom vjerom unosio je oko sebe kršćanski optimizam. Rekli su za njega, da je bio najtočniji i najdarežljiviji svećenik u cijeloj Zagrebačkoj nadbiskupiji. Posebno je poznat kao ispovijednik. Znao je ispovijedati satima. Puno je duhovno radio na sebi, provodeći život u dugim molitvama, adoraciji, svakodnevnoj pobožnosti Križnom putu i kontemplacijama. 
Stanko Banić bavio se pjesništvom od rane mladosti. Objavljivao je pjesme u brojnim časopisima, a puno je ostalo u rukopisu. Bio je i urednik Glasnika sv. Franje. Napisao je priručnik za vjeronauk za predškolsku i školsku djecu.
Dobio je brojne nagrade i priznanja: javno priznanje Republike Hrvatske, Red Danice s likom Katarine Zrinski, nagrade Bjelovarsko - bilogorske županije, Grada Bjelovara, Hrvatskoga katoličkoga radija i Caritasa.
U Bjelovaru je godinu dana nakon njegove smrti, dotadašnja Jezerska ulica u Vukovarskom naselju preimenovana u Ulicu Stanka Banića, na molbu građana. Njegov životopis, već je doživio dva izdanja u dvije godine. 